# Coupe des nations de rink hockey 1957
Navigation
Coupe des nations 1956 Coupe des nations 1958
La Coupe des nations de rink hockey 1957 est la 31e édition de la compétition. La coupe se déroule en avril 1957 à Montreux.

## Déroulement
La compétition se compose d'un championnat à 8 équipes. Chaque équipes rencontrant les sept autres une seule fois.

## Résultats
|    | Équipes     | Pts | J | G | N | P  | BP | BC  | Diff |
| -- | ----------- | --- | - | - | - | -- | -- | --- | ---- |
| 1º | Espagne     | 20  | 7 | 6 | 1 | 0  | 39 | 9   | 30   |
| 2º | Portugal    | 20  | 7 | 6 | 1 | 0  | 36 | 12  | 24   |
| 3º | Italie      | 15  | 7 | 4 | 0 | 3  | 23 | 18  | 5    |
| 4º | Allemagne   | 15  | 7 | 4 | 0 | 3  | 26 | 36  | -10  |
| 5º | Belgique    | 14  | 7 | 3 | 1 | 3  | 27 | 32  | -5   |
| 6º | Angleterre  | 10  | 7 | 1 | 1 | 5  | 22 | 32  | -10  |
| 7º | Pays-Bas    | 9   | 7 | 1 | 0 | 22 | 37 | -15 |      |
| 8º | Montreux HC | 9   | 7 | 1 | 0 | 6  | 19 | 38  | -19  |

|             |  | Italie | Portugal | Belgique | Espagne | Angleterre | Pays-Bas | Allemagne |
| ----------- |  | ------ | -------- | -------- | ------- | ---------- | -------- | --------- |
| Montreux HC |  | 2-4    | 2-6      | 3-10     | 1-5     | 5-4        | 4-6      | 2-3       |
| Italie      |  |        | 1-4      | 4-5      | 2-4     | 4-3        | 2-0      | 6-0       |
| Portugal    |  |        |          | 6-0      | 2-2     | 6-2        | 8-2      | 4-3       |
| Belgique    |  |        |          |          | 1-7     | 4-4        | 4-2      | 3-6       |
| Espagne     |  |        |          |          |         | 3-0        | 6-2      | 12-1      |
| Angleterre  |  |        |          |          |         |            | 6-4      | 3-6       |
| Pays-Bas    |  |        |          |          |         |            |          | 6-7       |
| Allemagne   |  |        |          |          |         |            |          |           |

## Classement final
| Place | Équipe      |
| ----- | ----------- |
|       | Espagne     |
|       | Portugal    |
|       | Italie      |
| 4     | Allemagne   |
| 5     | Belgique    |
| 6     | Angleterre  |
| 7     | Pays-Bas    |
| 8     | Montreux HC |

| Vainqueur du tournoi de Montreux 1957 |
| ------------------------------------- |
| Espagne 2°                            |